# Socialistes démocrates '70
Les Socialistes démocrates '70 (en néerlandais : Democratisch Socialisten '70, DS'70) est un ancien parti politique néerlandais de centre gauche.

## Historique

### Fondation
Les DS'70 sont fondés le 4 avril 1970, comme scission du Parti travailliste (PvdA). À peine deux mois plus tard, deux députés travaillistes quittent le PvdA, dont ils critiquent la position anti-américaine au sujet de la guerre du Viêt Nam. Dans sa déclaration de principe, le parti explique se situer entre le Parti travailliste, dénonçant alors ses positions pacifistes, et le Parti populaire libéral et démocrate (VVD), jugeant ses positions économiques et sociales trop à droite.

### Ascension et chute
Lors des élections législatives du 28 avril 1971, les DS'70 recueillent plus de 5 % des suffrages exprimés et font élire huit députés sur 150. C'est alors sur eux que le chrétien-démocrate Barend Biesheuvel va s'appuyer pour compléter sa coalition et former une majorité parlementaire. Les Démocrates socialistes '70 obtiennent le poste de ministre des Transports et celui de ministre sans portefeuille, chargé de la Politique scientifique le 6 juillet.
Le parti s'opposant au projet de budget de l'État, qui prévoyait des coupes budgétaires dans les domaines des transports publics et de l'enseignement supérieur, les ministres démissionnent le 13 juillet 1972 et les DS'70 refusent de revenir dans la majorité. Ils forcent ainsi la tenue d'élections législatives anticipées, convoquées le 29 novembre 1972. 

### Disparition
S'ils conservent six députés, ils sont exclus de toute négociation gouvernementale et se retrouvent alors dans l'opposition au gouvernement de coalition centriste du Premier ministre travailliste Joop den Uyl. Aux élections du 25 mai 1977, le parti ne sauve qu'un seul siège. Avec 0,5 % des suffrages, il disparaît de la Seconde Chambre au cours des élections du 26 mai 1981. Il décide deux ans plus tard de prononcer sa propre dissolution.

## Résultats électoraux

### Élections législatives
| Année | Voix    | %   | Sièges  | Rang | Gouvernement                        |
| ----- | ------- | --- | ------- | ---- | ----------------------------------- |
| 1971  | 336 282 | 5,3 | 8 / 150 | 7e   | Biesheuvel I (1971-72) ; Opposition |
| 1972  | 304 714 | 4,1 | 6 / 150 | 9e   | Opposition                          |
| 1977  | 59 487  | 0,7 | 1 / 150 | 11e  | Opposition                          |
| 1981  | 49 250  | 0,5 | 0 / 150 | 11e  | Extra-parlementaire                 |
| 1982  | 30 994  | 0,4 | 0 / 150 | 14e  | Extra-parlementaire                 |